# Etuda št. 1 (Ligeti)
Etuda za klavir št. 1, »Désordre« (Nered) je delo skladatelja Györgyja Ligetija (1985).

## Analiza
Skozi vso skladbo desna roka igra samo po (heptatonično) belih tipkah in leva (pentatonično) po črnih. Etuda se nadaljuje kot kuntinuo iz osmink, ki so razvrščene asimetrično, največkrat v vzorcih po 3 in 5. Glavne note vsake skupine so poudarjene, podvojene z oktavo in podaljšane, z namenom da bi osnovale bolj prostorne melodične linije v obeh rokah. To pianistično tehniko sta uporabljala že Schumann in Chopin. Vendar pa Ligetijeve melodije niso igrane legato temveč so narezane in robate. Melodične periode v vsaki roki imajo različnie dolžine. Melodijo v desni roki sestavljajo 3 fraze (na začetku 4+4+6 taktov dolge), ki se skupaj ponovijo 14 krat, toda s postopno stretnim metrumom in z vsakim končanim nastopom transponirane za eno stopnjo v hipofrigijskem modusu. Prva perioda se začne na h1, druga na c1 (zadnja nota v drugem sistemu), štirinajsta na b3, po kateri se glasba ustavi. Melodija v levi roki ima podobno lastnost, vendar s štirimi frazami na periodo (na začetku iz 4+4+6+4 taktov). Tudi ta perioda se ponavlja in je na začetku transponirana za interval čiste kvarte, čeprav so naslednje transpozicije v tem kontekstu nujno spremenjene zaradi lukenj iz malih terc v pentatoniki. Čeprav imata leva in desna roka neodvisne metrične periode, izgledata kot logična procesa urejeni in deterministični.
Latentno pa so na delu druge razdiralne sile. Prve tri takte zvenita roki ritmično skupaj, udobno notirani po 8 osmink v taktu, vendar grupirani in akcentirani v hemiolnih vzorcih po 3+5, 3+5, 5+3. Od takta št. 4 se vsak četrti takt v desni spremeni v 7/8, tako da se zgornja linija začne premikati progresivno pred spodnjo. Skrajšani 7/8 takt, ki se ponavlja na vsake 4 takte, spreminja pozicijo v ponavljajoči frazni strukturi in tako modificira hemiolne ritme na različnih mestih. Seveda se periode leve in desne roke premikajo v korakih še bolj drastično, ker ima leva v svoji melodiji še eno frazo, ki jo podaljša za 4 takte. Začetni periodi se končata s 109 (31, 31 in 47) osminkami v desni in s 144 (32, 32, 48 in 32 osminkami) v levi roki. Metrični vzorci v posameznih rokah tako skoraj nikoli ne razpadejo daleč narazen. 
Vsaka preostala stabilnost v tej glasbi je preprečena s še enim v začetku majhnim neskladjem, katerega namen je urediti pobesnele hemiole neprestanih akcentov. Z nadaljnjim izločanjem osminske dobe in s stalno kompresijo dolžin taktov in dolžin fraz, se ritmični cikli neprestano ožijo. 
Obnovitev bolgarskega ritma (3+5) iz začetka se pojavi blizu zlatega reza, po katerem se prvotna dolžina takta (8/8) ustali za 18 taktov v obeh rokah, preden spet ne začnejo divergirati. Zdaj je desna roka tista, ki ostaja konstantna in je leva tista, ki vleče stran, to pot z dodajanjem osmink, vsak tretji takt podaljša na 9/8. Način, po katerem se ta 9/8 takt vgradi v periodo leve roke in izpeljava dodatnih osmink v zadnjih 6 taktih je tipično nepredvidljiv. 
Désordre se lahko tako poistoveti z značajem divjega življenja. Na svoji površini je glasba čudovito homogena, pod površjem pa nastajajo  razburljivi tokovi Ligetijeve strukturalne logike, ki vodi k anarhiji, kjer metodične fraze postanejo divje in panične in vodijo k kaosu in uničenju.
Spreminjanje razsežnosti neke figure (v tem primeru frazne strukture) skozi neprestano ponavljanje je fraktalna karakteristika. Ponavljanje procesa znova in znova, v vedno manjših velikostih, nas nujno privede do samo-podobne strukture; klasičen primer je Kochova krivulja, ki jo je leta 1904 skonstruiral švedski matematik Niels Fabian Helge von Koch, v kateri se vedno manjši in manjši enakokraki trikotniki pojavljajo v srednji tretjini vedno krajših ravnih črt. Če začnemo ta proces s trikotnikom, dobimo Kochovo snežinko.
Poleg vzporednice s to elegantno strukturo nam Désordre dokaže, kako lahko majhna odstopanja privedejo do zmede. Čeprav v mikrokozmosu in v končnem kontekstu, nam Ligeti ilustrira fundamentalno idejo kaosa - da majhne razlike v začetnih okoliščinah hitro pripeljejo do dramatičnih rezultatov. To je značilnost determiniranega kaosa, ki ga je prvi prepoznal Henri Poincare leta 1903 in ga ponovno odkril leta 1961 Edward Lorenz, medtem ko je študiral računalniške modele »nenapovedljivih« vremenskih vzorcev - veja v znanosti, s katero so se veliko ukvarjali matematiki in drugi znanstveniki v 1970-ih in 80. letih.